# Eurovision Song Contest 1999
Der 44. Eurovision Song Contest fand am 29. Mai 1999 in der Usshishkin Halle im International Convention Center in Jerusalem statt. Nachdem sich das norwegische Fernsehen bei der Austragung des ESC 1996 beschwert hatte, dass es bei der Sponsorensuche Probleme gab, wurde die „Big-4-Regel“ eingeführt; diese besagt, dass Deutschland, Frankreich, das Vereinigte Königreich und Spanien bei jedem Wettbewerb teilnehmen dürfen, egal wie sie im vorangegangenen Jahr abgeschnitten haben. Als erstes profitierte Frankreich davon, denn sonst hätte es aufgrund seiner schlechten Resultate 1998 und 1999 im Jahr 2000 gar nicht teilnehmen dürfen, dafür durfte Slowenien nicht teilnehmen.

## Besonderheiten

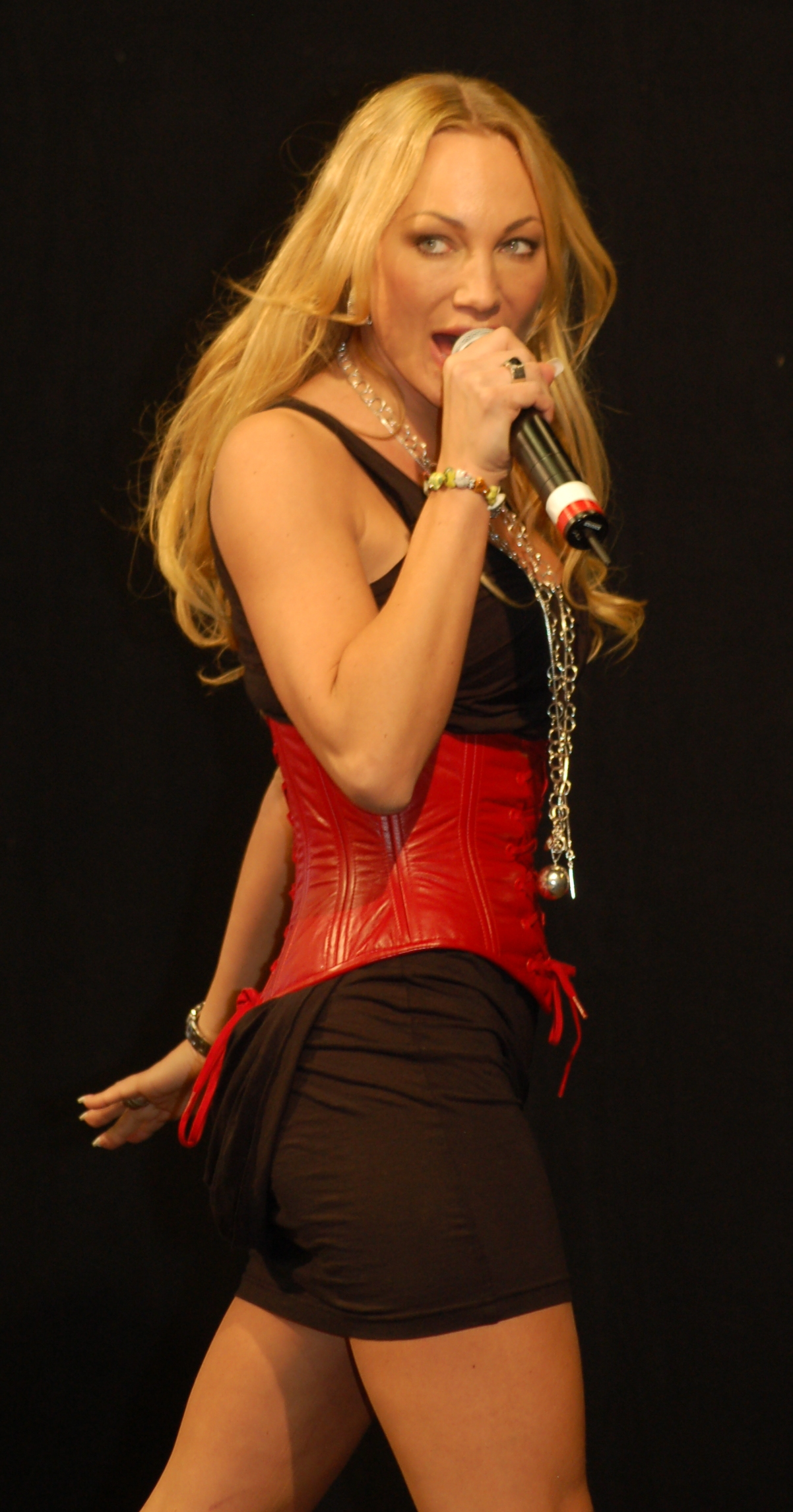
Interpretin des Siegertitels, Charlotte Nilsson, im Jahre 2008

Erstmals seit 1976 durften die teilnehmenden Länder wieder in der Sprache ihrer Wahl – vornehmlich Englisch – singen; bis einschließlich 1998 musste jedes Land in der oder den Amtssprache(n) antreten. Diese Sprachenfreiheit gilt seitdem und hat den Anteil der landessprachlichen Beiträge stark reduziert. Darüber hinaus war beschlossen worden, dass Live-Musik bei den Beiträgen nur noch optional war. Das nahm der gastgebende Sender IBA zum Anlass, das Live-Orchester zur Kostenersparnis ganz zu streichen. Damit waren alle Lieder mit Halbplayback bei der TV-Show, was seitdem gang und gäbe ist.
Für Deutschland nahm die Gruppe Sürpriz mit dem Titel Reise nach Jerusalem – Kudüs’e seyahat teil, der auf dem dritten Platz landete. Die Sängerin Corinna May hatte den deutschen Vorentscheid mit dem Titel Hör’ den Kindern einfach zu gewonnen. Da der Titel schon einmal auf Englisch veröffentlicht worden war, wurde sie disqualifiziert.
Bobbie Singer holte mit Reflection den zehnten Platz nach Österreich. Der Siegertitel wurde der schwedische Beitrag von Charlotte Nilsson mit Take Me to Your Heaven, der aber wie der isländische Titel All out of Luck von Selma in Deutschland und Österreich punktemäßig wenig Anklang fand. Litauen war nach der missglückten Premiere 1994 wieder vertreten, kam allerdings nur auf den 20. Platz. Bosnien-Herzegowina erreichte mit dem siebten Platz und einem auf Französisch und Bosnisch gesungenen Titel erstmals die ersten Zehn, musste aber aufgrund der sehr schlechten Ergebnisse seit 1995 trotzdem 2000 aussetzen, was bis heute ein Rekord in Zeiten der Relegation ist.
Zum ersten Mal gab es gleich drei Moderatoren, darunter Dafna Dekel, die bereits beim Eurovision Song Contest 1992 als Interpretin für Israel angetreten war. Zur Qualifikation der Teilnehmer für das Jahr 2000 wurde der Fünf-Jahres-Durchschnitt herangezogen, dadurch qualifizierte sich auch Zypern mit seinem vorletzten Platz.
Zum Abschluss, nach dem Siegertitel, sangen alle Interpreten gemeinsam den Siegertitel des Wettbewerbs 1979 Hallelujah als Friedensbotschaft an die Menschen der Jugoslawienkriege.
In diesem Jahr wurde der von einer Fanseite initiierte Barbara Dex Award zum dritten Mal vergeben. Mit diesem nicht ganz ernst zu nehmenden Preis soll das „schlechteste“ Outfit des Wettbewerbes ausgezeichnet werden. Die diesjährige Gewinnerin war Lydia aus Spanien.

## Teilnehmer
Bosnien-Herzegowina, Dänemark, Island, Litauen und Österreich waren wieder dabei. Finnland, Griechenland, Mazedonien, Rumänien, die Schweiz die Slowakei und Ungarn mussten eine Zwangspause einlegen. Russland war 1998 für den Wettbewerb nicht zugelassen und bekam auch in diesem Jahr keine Starterlaubnis, da man das letztjährige Event nicht im Fernsehen übertragen hat, was das Reglement der EBU besagte. Hierbei sei erwähnt, dass sich die Schweiz an der deutschen Vorentscheidung mit einem Lied beteiligt hat.

Länder, die im Jahr 1999
nicht teilnahmen, aber vorher bereits teilgenommen hatten
teilnahmen

### Wiederkehrende Interpreten
| Land      | Interpret                         | Vorherige(s) Teilnahmejahr(e)                                             |
| --------- | --------------------------------- | ------------------------------------------------------------------------- |
| Belgien   | Linda Williams (Begleitung)       | 1981 für Niederlande                                                      |
| Dänemark  | Kenny Lübcke (Begleitung)         | 1992                                                                      |
| Estland   | Evelin Samuel                     | Begleitung: 1997                                                          |
| Island    | Stefán Hilmarsson (Begleitung)    | 1988 (als Mitglied von Beathoven) • 1991 (als Mitglied von Stefán & Eyfi) |
| Island    | Stefán Hilmarsson (Begleitung)    | Begleitung: 1995                                                          |
| Kroatien  | Doris Dragović                    | 1986 für Jugoslawien                                                      |
| Malta     | Christopher Scicluna (Begleitung) | 1994 (als Mitglied von Chris & Moira)                                     |
| Malta     | Christopher Scicluna (Begleitung) | Begleitung: 1993                                                          |
| Malta     | Moira Stafrace (Begleitung)       | 1994 (als Mitglied von Chris & Moira)                                     |
| Malta     | Moira Stafrace (Begleitung)       | Begleitung: 1993                                                          |
| Schweden  | Gabriel Forss (Begleitung)        | 1997 (als Mitglied von Blond)                                             |
| Slowenien | Darja Švajger                     | 1995                                                                      |

## Abstimmungsverfahren
In den einzelnen Ländern wurden die zehn besten Lieder per Televoting von den Zuschauern gewählt. Danach vergaben die einzelnen Ländern 12, 10, 8, 7, 6, 5, 4, 3, 2 Punkte und 1 Punkt an diese zehn besten Lieder. Nur Bosnien-Herzegowina, Irland, Litauen und die Türkei griffen auf Jurys zurück.

## Platzierungen
| Platz | Startnr. | Land                    | Interpret                          | Lied Musik (M) und Text (T) | Sprache                       | Übersetzung (Inoffiziell)             | Punkte |
| ----- | -------- | ----------------------- | ---------------------------------- | --- | ----------------------------- | ------------------------------------- | ------ |
| 01.   | 15       | Schweden                | Charlotte Nilsson                  | Take Me to Your Heaven M: Lars „Dille“ Diedricson; T: Marcos Ubeda | Englisch                      | Nimm mich mit in deinen Himmel        | 163    |
| 02.   | 13       | Island                  | Selma Björnsdóttir                 | All Out of Luck M: Þorvaldur Bjarni Þorvaldsson, Sveinbjörn I. Baldvinsson, Selma Björnsdóttir; T: Þorvaldur Bjarni Þorvaldsson                                                              | Englisch                      | Verlassen vom Glück                   | 146    |
| 03.   | 21       | Deutschland             | Sürpriz                            | Reise nach Jerusalem – Kudüs’e seyahat M: Ralph Siegel; T: Cihan „Chicco“ Özden, Deniz Filizmen, Bernd Meinunger                                                                             | Deutsch, Türkisch, Englisch a | —                                     | 140    |
| 04.   | 04       | Kroatien                | Doris Dragović                     | Marija Magdalena M: Tonči Huljić; T: Vjekoslava Huljić | Kroatisch                     | Maria Magdalena                       | 118    |
| 05.   | 19       | Israel                  | Eden עדן                           | Yom huledet (Happy Birthday) (יום הולדת (Happy Birthday)) M/T: Jackie Oved, Ya’akov Lamai, Gabriel Butler, Moshe Datz                                                                        | Hebräisch, Englisch           | Herzlichen Glückwunsch zum Geburtstag | 093    |
| 06.   | 23       | Estland                 | Evelin Samuel & Camille            | Diamond of Night M: Priit Pajusaar, Glen Pilvre; T: Maian-Anna Kärmas | Englisch                      | Diamant der Nacht                     | 090    |
| 07.   | 22       | Bosnien und Herzegowina | Dino & Beatrice                    | Putnici M/T: Edin ‚Dino‘ Dervišhalidović | Bosnisch, Französisch         | Reisende                              | 086    |
| 08.   | 09       | Dänemark                | Michael Teschl & Trine Jepsen      | This Time I Mean It M/T: Ebbe Ravn | Englisch                      | Dieses Mal meine ich es ernst         | 071    |
| 08.   | 11       | Niederlande             | Marlayne                           | One Good Reason M/T: Tjeerd van Zanen, Alan Michael | Englisch                      | Ein guter Grund                       | 071    |
| 10.   | 18       | Österreich              | Bobbie Singer                      | Reflection M/T: Dave Moskin | Englisch                      | Spiegelung                            | 065    |
| 11.   | 06       | Slowenien               | Darja Švajger                      | For a Thousand Years M: Sašo Fajon; T: Primož Peterca | Englisch                      | Tausend Jahre lang                    | 050    |
| 12.   | 02       | Belgien                 | Vanessa Chinitor                   | Like the Wind M/T: Ilia Beyers, Emma Philippa Hjälmås, Wim Claes, John Terra | Englisch                      | Wie der Wind                          | 038    |
| 12.   | 05       | Vereinigtes Königreich  | Precious                           | Say It Again M/T: Paul Varney | Englisch                      | Sag es nochmal                        | 038    |
| 14.   | 08       | Norwegen                | Van Eijk                           | Living My Life without You M/T: Stig André Van Eijk, SEM | Englisch                      | Mein Leben ohne dich leben            | 035    |
| 15.   | 20       | Malta                   | Times Three                        | Believe ’n Peace M: Christopher Scicluna; T: Moira Stafrace | Englisch                      | Glaube an den Frieden                 | 032    |
| 16.   | 07       | Türkei                  | Tuğba Önal & Grup Mistik           | Dön artık M: Erdinç Tunç; T: Canan Tunç | Türkisch                      | Komm zurück                           | 021    |
| 17.   | 17       | Irland                  | The Mullans                        | When You Need Me M/T: Bronagh Mullan | Englisch                      | Wenn du mich brauchst                 | 018    |
| 18.   | 12       | Polen                   | Mieczysław Szcześniak              | Przytul mnie mocno M: Seweryn Krajewski; T: Wojciech Ziembicki | Polnisch                      | Halt mich fest                        | 017    |
| 19.   | 10       | Frankreich              | Nayah                              | Je veux donner ma voix M: Pascal Graczyk, René Colombies; T: Gilles Arcens, Luigi Rutigliano                                                                                                 | Französisch                   | Ich will meine Stimme geben           | 014    |
| 20.   | 01       | Litauen                 | Aistė Smilgevičiūtė                | Strazdas M: Linaš Rimša; T: Sigitas Geda | Schemaitisch                  | Drossel                               | 013    |
| 21.   | 16       | Portugal                | Rui Bandeira                       | Como tudo começou M: Jorge do Carmo; T: Tó Andrade | Portugiesisch                 | Wie alles begann                      | 012    |
| 22.   | 14       | Zypern                  | Marlain Angelidou Μαρλέν Αγγελίδου | Tha’ne erotas (Θα 'ναι έρωτας) M: Yiorgos Kallis; T: Andreas Karanicolas | Griechisch                    | Es wird Liebe sein                    | 002    |
| 23.   | 03       | Spanien                 | Lydia                              | No quiero escuchar M: Fernando Rodríguez Fernández, Alejandro Piqueras Ramírez; T: Carlos López González, Adolfo Carmona Zamarreño, Fernando Rodríguez Fernández, Alejandro Piqueras Ramírez | Spanisch                      | Ich will nicht hören                  | 001    |

Die rot markierten Länder mussten im Folgejahr 2000 wegen ihres schlechten Fünf-Jahres-Punktedurchschnitts aussetzen.

### Punktetafel
| Land | Abstimmungsergebnisse | Abstimmungsergebnisse | Abstimmungsergebnisse | Abstimmungsergebnisse | Abstimmungsergebnisse | Abstimmungsergebnisse | Abstimmungsergebnisse | Abstimmungsergebnisse | Abstimmungsergebnisse | Abstimmungsergebnisse | Abstimmungsergebnisse | Abstimmungsergebnisse | Abstimmungsergebnisse | Abstimmungsergebnisse | Abstimmungsergebnisse | Abstimmungsergebnisse | Abstimmungsergebnisse | Abstimmungsergebnisse | Abstimmungsergebnisse | Abstimmungsergebnisse | Abstimmungsergebnisse | Abstimmungsergebnisse | Abstimmungsergebnisse | Abstimmungsergebnisse | Abstimmungsergebnisse |
| Land | Punkte                | LT                    | BE                    | ES                    | HR                    | UK                    | SI                    | TR                    | NO                    | DK                    | FR                    | NL                    | PL                    | IS                    | CY                    | SE                    | PT                    | IE                    | AT                    | IL                    | MT                    | DE                    | BA                    | EE                    | Votings               |
| --- | --------------------- | --------------------- | --------------------- | --------------------- | --------------------- | --------------------- | --------------------- | --------------------- | --------------------- | --------------------- | --------------------- | --------------------- | --------------------- | --------------------- | --------------------- | --------------------- | --------------------- | --------------------- | --------------------- | --------------------- | --------------------- | --------------------- | --------------------- | --------------------- | --------------------- |
| Litauen | 013                   |                       | –                     | –                     | 2                     | –                     | –                     | –                     | –                     | –                     | –                     | –                     | –                     | –                     | 5                     | –                     | –                     | –                     | –                     | 3                     | 1                     | –                     | –                     | 2                     | 05                    |
| Belgien | 038                   | –                     |                       | –                     | 4                     | –                     | –                     | –                     | –                     | –                     | 2                     | 10                    | 2                     | –                     | –                     | –                     | –                     | 10                    | –                     | 5                     | –                     | –                     | –                     | 5                     | 07                    |
| Spanien | 001                   | –                     | –                     |                       | 1                     | –                     | –                     | –                     | –                     | –                     | –                     | –                     | –                     | –                     | –                     | –                     | –                     | –                     | –                     | –                     | –                     | –                     | –                     | –                     | 01                    |
| Kroatien | 118                   | 6                     | 5                     | 12                    |                       | –                     | 12                    | 8                     | –                     | –                     | 7                     | 1                     | 7                     | 4                     | 2                     | 1                     | 6                     | 6                     | 8                     | 7                     | 5                     | 10                    | 8                     | 3                     | 19                    |
| Vereinigtes Königreich                                                                                                 | 038                   | 5                     | –                     | 4                     | 5                     |                       | 2                     | 4                     | –                     | 1                     | –                     | –                     | –                     | –                     | 4                     | –                     | –                     | –                     | –                     | 4                     | 8                     | –                     | 1                     | –                     | 10                    |
| Slowenien | 050                   | 10                    | 2                     | 2                     | 12                    | –                     |                       | –                     | –                     | –                     | 1                     | 6                     | –                     | –                     | –                     | –                     | –                     | 12                    | –                     | –                     | –                     | –                     | 5                     | –                     | 08                    |
| Türkei | 021                   | –                     | –                     | –                     | –                     | –                     | –                     |                       | 4                     | –                     | 5                     | –                     | –                     | –                     | –                     | –                     | –                     | –                     | –                     | –                     | –                     | 12                    | –                     | –                     | 03                    |
| Norwegen | 035                   | –                     | –                     | –                     | 7                     | –                     | –                     | –                     |                       | 6                     | –                     | –                     | –                     | 7                     | 7                     | 5                     | –                     | 3                     | –                     | –                     | –                     | –                     | –                     | –                     | 06                    |
| Dänemark | 071                   | –                     | –                     | 5                     | –                     | 5                     | 5                     | –                     | –                     |                       | –                     | –                     | 1                     | 12                    | 8                     | 8                     | 3                     | 7                     | 5                     | 2                     | 4                     | –                     | –                     | 6                     | 13                    |
| Frankreich | 014                   | 2                     | –                     | –                     | –                     | –                     | –                     | 2                     | 8                     | –                     |                       | –                     | –                     | –                     | –                     | –                     | –                     | 2                     | –                     | –                     | –                     | –                     | –                     | –                     | 04                    |
| Niederlande | 071                   | 4                     | 12                    | 3                     | –                     | 8                     | 3                     | 5                     | –                     | 7                     | –                     |                       | –                     | 6                     | –                     | 4                     | 2                     | 1                     | 4                     | 6                     | 2                     | –                     | 4                     | –                     | 15                    |
| Polen | 017                   | 7                     | –                     | –                     | –                     | –                     | –                     | –                     | –                     | –                     | –                     | –                     |                       | –                     | –                     | –                     | –                     | –                     | –                     | –                     | –                     | 4                     | 6                     | –                     | 03                    |
| Island | 146                   | 8                     | 8                     | 10                    | –                     | 10                    | –                     | 10                    | 10                    | 12                    | –                     | 7                     | 4                     |                       | 12                    | 12                    | 4                     | 4                     | 2                     | 10                    | 10                    | 3                     | –                     | 10                    | 18                    |
| Zypern | 002                   | –                     | –                     | –                     | –                     | 2                     | –                     | –                     | –                     | –                     | –                     | –                     | –                     | –                     |                       | –                     | –                     | –                     | –                     | –                     | –                     | –                     | –                     | –                     | 01                    |
| Schweden | 163                   | 3                     | 7                     | 6                     | –                     | 12                    | 7                     | 6                     | 12                    | 10                    | 3                     | 8                     | 6                     | 10                    | 6                     |                       | 10                    | 5                     | 6                     | 8                     | 12                    | 2                     | 12                    | 12                    | 21                    |
| Portugal | 012                   | –                     | –                     | –                     | –                     | –                     | –                     | –                     | –                     | –                     | 12                    | –                     | –                     | –                     | –                     | –                     |                       | –                     | –                     | –                     | –                     | –                     | –                     | –                     | 01                    |
| Irland | 018                   | 12                    | –                     | –                     | –                     | 4                     | –                     | 1                     | 1                     | –                     | –                     | –                     | –                     | –                     | –                     | –                     | –                     |                       | –                     | –                     | –                     | –                     | –                     | –                     | 04                    |
| Österreich | 065                   | –                     | 6                     | –                     | –                     | 7                     | 4                     | –                     | 6                     | 3                     | –                     | 2                     | 3                     | 8                     | 1                     | 7                     | 5                     | –                     |                       | –                     | –                     | 5                     | –                     | 8                     | 13                    |
| Israel | 093                   | –                     | 3                     | 8                     | 8                     | –                     | 1                     | 3                     | 2                     | 2                     | 10                    | 4                     | 10                    | 1                     | 10                    | 3                     | 8                     | –                     | 1                     |                       | 6                     | 7                     | 2                     | 4                     | 19                    |
| Malta | 032                   | –                     | –                     | –                     | 6                     | 6                     | –                     | –                     | –                     | –                     | –                     | –                     | –                     | –                     | 3                     | –                     | 1                     | –                     | 7                     | –                     |                       | 1                     | 7                     | 1                     | 08                    |
| Deutschland | 140                   | –                     | 10                    | 7                     | 3                     | 1                     | 6                     | 12                    | 3                     | 5                     | 8                     | 12                    | 12                    | 5                     | –                     | 2                     | 12                    | –                     | 10                    | 12                    | 3                     |                       | 10                    | 7                     | 19                    |
| Bosnien und Herzegowina                                                                                                | 086                   | –                     | 1                     | –                     | 10                    | –                     | 10                    | 7                     | 7                     | 8                     | 6                     | 3                     | 5                     | 3                     | –                     | 6                     | –                     | –                     | 12                    | –                     | –                     | 8                     |                       | –                     | 13                    |
| Estland | 090                   | 1                     | 4                     | 1                     | –                     | 3                     | 8                     | –                     | 5                     | 4                     | 4                     | 5                     | 8                     | 2                     | –                     | 10                    | 7                     | 8                     | 3                     | 1                     | 7                     | 6                     | 3                     |                       | 19                    |
| Die Tabelle ist senkrecht nach der Auftrittsreihenfolge geordnet, waagerecht nach der chronologischen Punkteverlesung. |                       |                       |                       |                       |                       |                       |                       |                       |                       |                       |                       |                       |                       |                       |                       |                       |                       |                       |                       |                       |                       |                       |                       |                       |                       |

## Statistik der Zwölf-Punkte-Vergabe
| Anzahl | Land                    | erhalten von                                                              |
| ------ | ----------------------- | ------------------------------------------------------------------------- |
| 5      | Deutschland             | Israel, Niederlande, Polen, Portugal, Türkei                              |
| 5      | Schweden                | Bosnien und Herzegowina, Estland, Malta, Norwegen, Vereinigtes Königreich |
| 3      | Island                  | Dänemark, Schweden, Zypern                                                |
| 2      | Kroatien                | Slowenien, Spanien                                                        |
| 2      | Slowenien               | Irland, Kroatien                                                          |
| 1      | Bosnien und Herzegowina | Österreich                                                                |
| 1      | Dänemark                | Island                                                                    |
| 1      | Irland                  | Litauen                                                                   |
| 1      | Niederlande             | Belgien                                                                   |
| 1      | Portugal                | Frankreich                                                                |
| 1      | Türkei                  | Deutschland                                                               |

### Punktesprecher
| Nr. | Land                    | Punktesprecher            | Anmerkungen                                               |
| --- | ----------------------- | ------------------------- | --------------------------------------------------------- |
| 01  | Litauen                 | Andrius Tapinas           | –                                                         |
| 02  | Belgien                 | Sabine De Vos             | –                                                         |
| 03  | Spanien                 | Hugo de Campos            | –                                                         |
| 04  | Kroatien                | Marko Rašic               | –                                                         |
| 05  | Vereinigtes Königreich  | Colin Berry               | Punktesprecher 1977 bis 1979 und 1981 bis 1997            |
| 06  | Slowenien               | Mira Berginc              | –                                                         |
| 07  | Türkei                  | Osman Erkan               | Punktesprecher 1998                                       |
| 08  | Norwegen                | Ranghild Sælthun Fjørtoft | Punktesprecherin 1996 bis 1998                            |
| 09  | Dänemark                | Kirsten Siggaard          | Teilnehmerin 1984, 1985 und 1988                          |
| 10  | Frankreich              | Marie Myriam              | Siegerin 1977, Punktesprecherin 1997 und 1998             |
| 11  | Niederlande             | Edsilia Rombley           | Teilnehmerin 1998 und 2007, Moderatorin im Greenroom 2021 |
| 12  | Polen                   | Jan Chojnacki             | Punktesprecher 1994 bis 1998                              |
| 13  | Island                  | Áslaug Dóra Eyjólfsdóttir | Punktesprecherin 1995                                     |
| 14  | Zypern                  | Marina Maleni             | Punktesprecherin 1998                                     |
| 15  | Schweden                | Pontus Gårdinger          | –                                                         |
| 16  | Portugal                | Manuel Luís Goucha        | –                                                         |
| 17  | Irland                  | Clare McNamara            | –                                                         |
| 18  | Österreich              | Dodo Roscic               | –                                                         |
| 19  | Israel                  | Yoav Ginai                | Komponist des israelischen Sieger-Beitrag 1998            |
| 20  | Malta                   | Nirvana Azzopardi         | –                                                         |
| 21  | Deutschland             | Renan Demirkan            | –                                                         |
| 22  | Bosnien und Herzegowina | Segmedina Srna            | Punktesprecherin 1996 und 1997                            |
| 23  | Estland                 | Mart Sander               | –                                                         |